# Личинколюб
Личинколюб (Hemipus) — рід горобцеподібних птахів родини вангових (Vangidae). Включає два види.

## Таксономія
Традиційно рід відносили до родини личинкоїдових (Campephagidae). У 2006 році на основі філогенетичного аналізу личинколюбів віднесли до родини Tephrodornithidae, а в 2012 році згідно з даними генетичних досліджень переведені до родини Vangidae.

## Поширення
Рід поширений в Південній та Південно-Східній Азії. Личинколюби живуть в широколистяному лісі, на узліссі та в вторинному лісі.

## Опис
Це стрункі птахи з досить довгими крилами та хвостами, завдовжки від 12,5 до 14,5 см. Верхня частина тіла темна, а нижня біла. У білокрилого личинколюба на крилі є велика біла пляма. Дзьоб і ноги чорні.

## Види
- Личинколюб чорнокрилий (Hemipus hirundinaceus)
- Личинколюб білокрилий (Hemipus picatus)